# Vigesimotercera Enmienda a la Constitución de los Estados Unidos
La Vigesimotercera Enmienda a la Constitución de los Estados Unidos (Enmienda XXIII) establece el derecho a que el Distrito de Columbia tenga electores en el Colegio electoral de Estados Unidos para la elección de presidente y vicepresidente. Fue ratificada el 19 de marzo de 1961.

## Texto

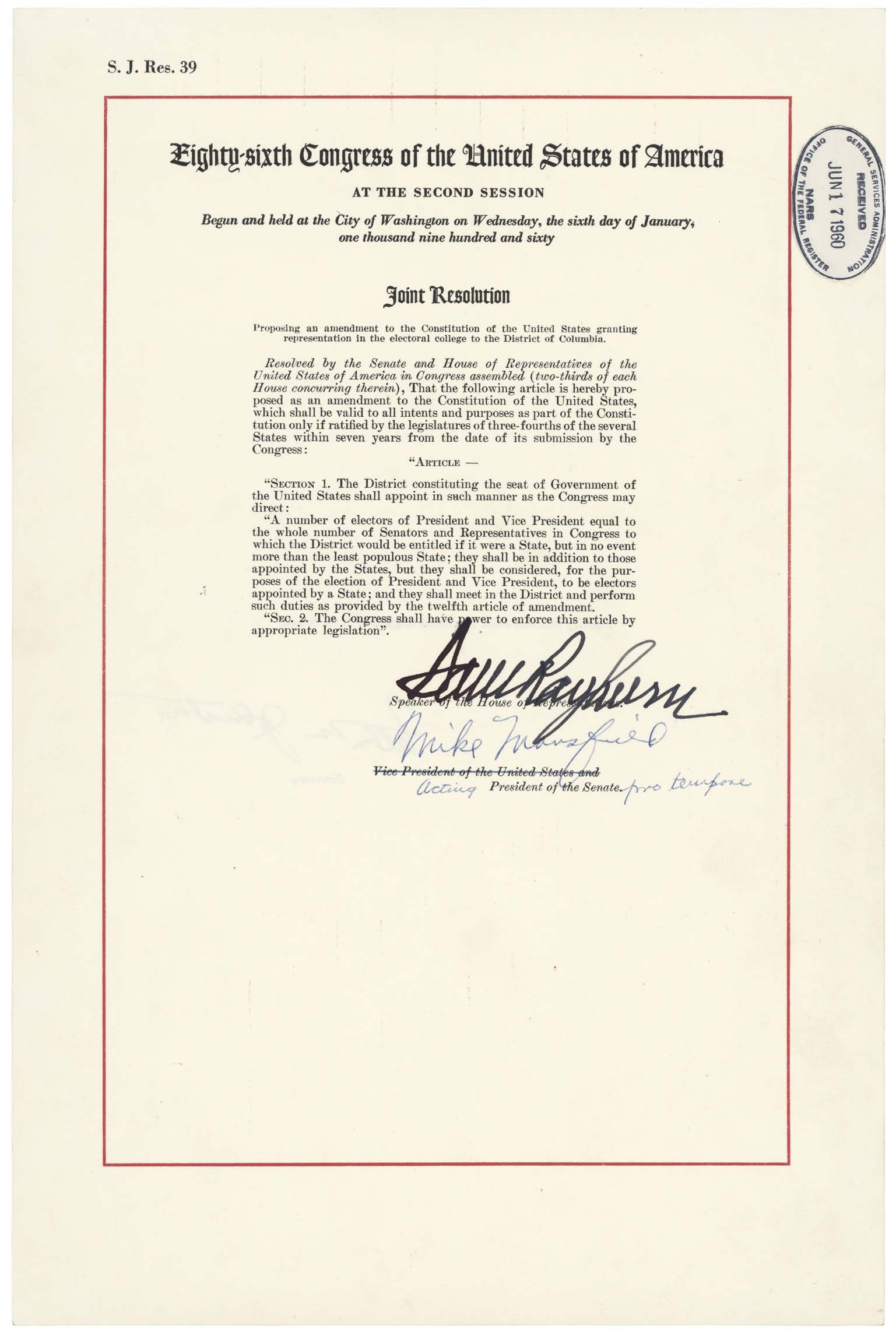
La Enmienda XXIII

Section 1. The District constituting the seat of Government of the United States shall appoint in such manner as the Congress may direct:
A number of electors of President and Vice President equal to the whole number of Senators and Representatives in Congress to which the District would be entitled if it were a State, but in no event more than the least populous State; they shall be in addition to those appointed by the States, but they shall be considered, for the purposes of the election of President and Vice President, to be electors appointed by a State; and they shall meet in the District and perform such duties as provided by the twelfth article of amendment.
Section 2. The Congress shall have the power to enforce this article by appropriate legislation.
Sección 1. El distrito que constituye la sede del Gobierno de los Estados Unidos nombrará, según disponga el Congreso:
Un número de electores de Presidente y Vicepresidente, igual al número total de Senadores y Representantes en el Congreso al que el Distrito tendría derecho si se tratara de un Estado, pero en ningún caso más que el Estado menos poblado; serán además de los designados por los Estados, pero serán considerados, a efectos de la elección de Presidente y Vicepresidente, como electores nombrados por un Estado, y se reunirán en el Distrito y cumplirán con las obligaciones que se estipulan en la Enmienda XII.
Sección 2. El Congreso tendrá poder para hacer cumplir este artículo mediante leyes apropiadas.